# Municipio de Scott (condado de Floyd, Iowa)
Scott Township es un municipio del condado de Floyd, Iowa, Estados Unidos. Según el censo de 2020, tiene una población de 183 habitantes.
Es una subdivisión exclusivamente geográfica, puesto que el estado de Iowa ya no utiliza la herramienta de los townships como gobiernos municipales.

## Geografía
Está ubicado en las coordenadas 42°57′39″N 92°59′2″O / 42.96083, -92.98389 (42.960964, -92.984005). Según la Oficina del Censo de los Estados Unidos, tiene una superficie total de 108.75 km², de la cual 108.63 km² corresponden a tierra firme y 0.12 km² son agua.

## Demografía
Según el censo de 2020, hay 183 personas residiendo en la zona. La densidad de población es de 1.7 hab./km². El 98.91 % de los habitantes son blancos y el 1.09 % son de una mezcla de razas. Del total de la población, el 0.55 % es hispano o latino.